# 杏籽栝楼
杏籽栝楼（学名：Trichosanthes trichocarpa）为葫芦科栝楼属下的一个种。